# Villa Orotava

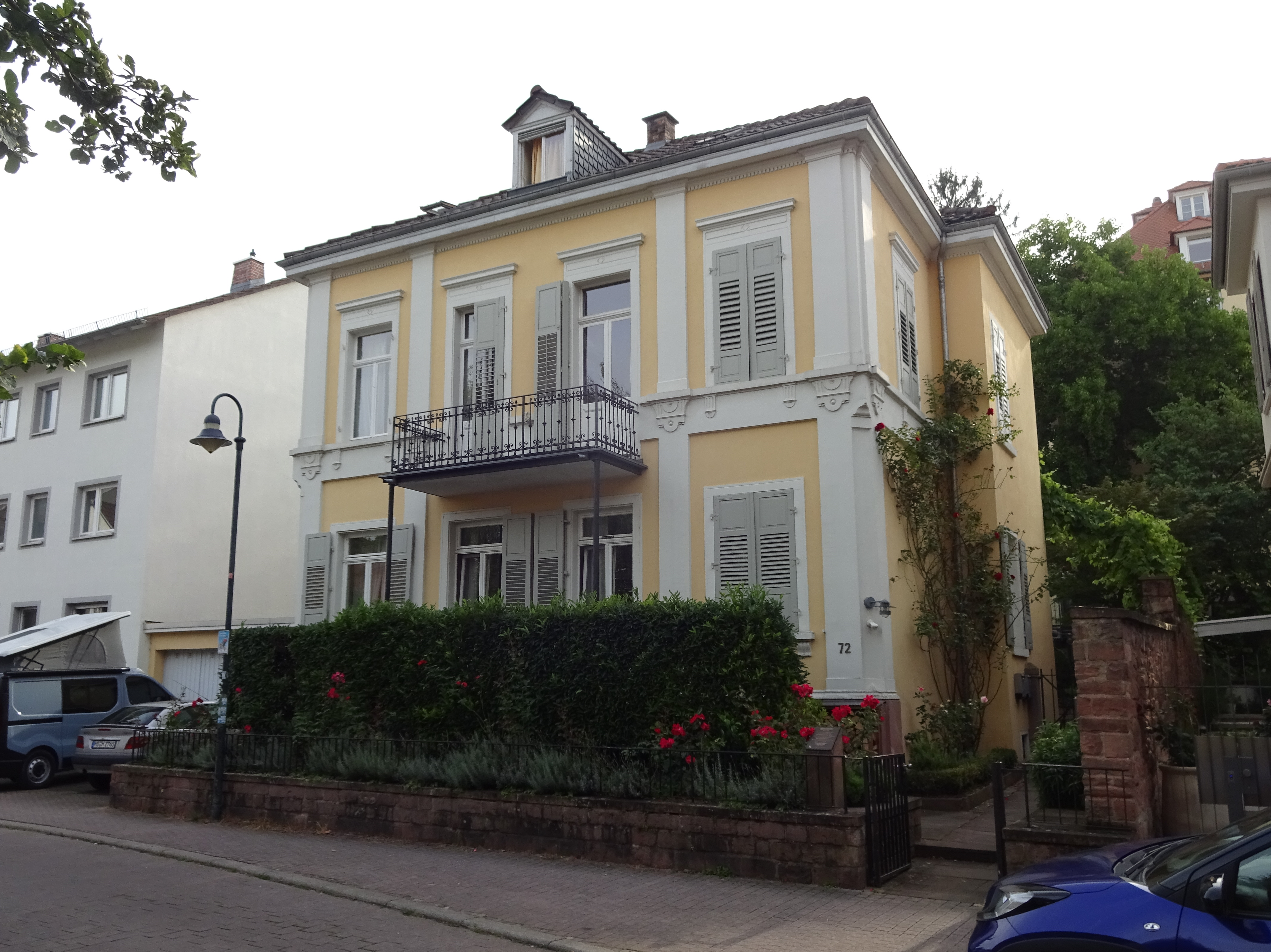
Villa Orotava

Die Villa Orotava (einst auch Villa Denkendorf) ist eine denkmalgeschützte Villa im Heidelberger Stadtteil Handschuhsheim. Sie war im Jahr 1902 der Schauplatz eines bedeutenden Treffens der russischen Komponisten Rimski-Korsakow und Strawinsky.

## Beschreibung
Die Villa Orotava ist ein zweistöckiges Gebäude in der Handschuhsheimer Landstraße 72. Die Westfassade zur Straße ist durch die Fenster des Oberstocks vierachsig gegliedert. Die beiden äußeren Achsen werden zusätzlich durch Pilaster gegliedert, während die mittleren beiden Achsen im Erdgeschoss das Portal rahmen, das von einem sich über die beiden Mittelachsen erstreckenden Balkon im Obergeschoss überdacht wird.

## Geschichte

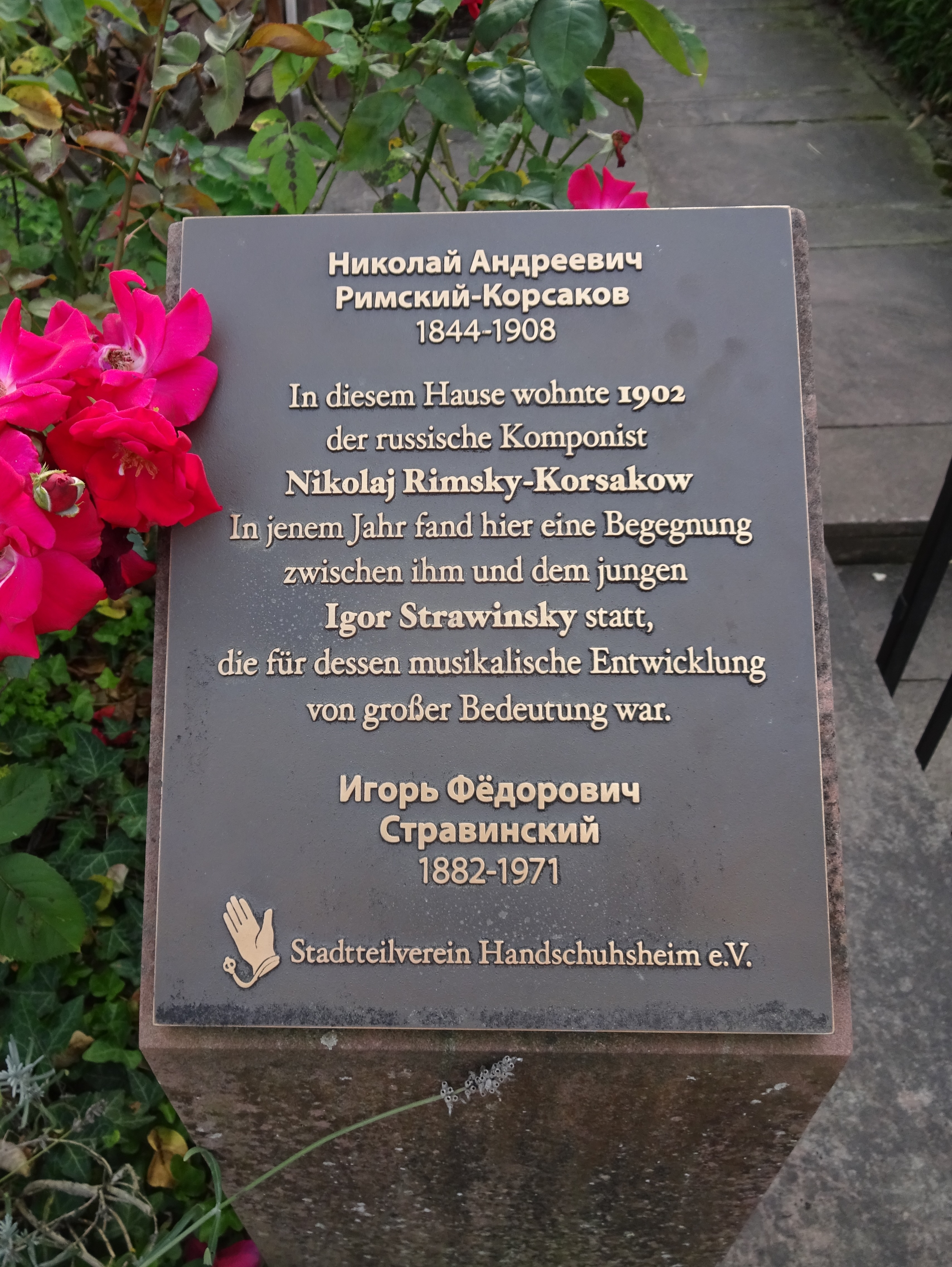
Gedenktafel für Nikolaj Rimsky-Korsakow und Igor Strawinsky

Auf dem damals noch als Garten genutzten Grundstück im Handschuhsheimer Süden wurde 1871 ein einstöckiges Haus mit Kniestock und Gewölbekeller erbaut. 1882 erwarb Joseph de Nesle aus Philadelphia das Anwesen, verkaufte es aber bald an eine Miss Hallan aus Tiverton. 1886 erwarb es Heinrich Freyer, der es 1889 an Heinrich Denkendorf verkaufte. Dieser ließ das Haus nach Plänen des Architekten H. Hirsch zu seiner heutigen Gestalt umbauen. In den Bauplänen wird die Villa noch nach dem Besitzer Villa Denkendorf genannt. Wie, wann und warum die Villa später ihren heutigen Namen Villa Orotava (wohl in Anlehnung an den Kurort La Orotava auf Teneriffa) erhielt, ist nicht mehr bekannt.
Denkendorf erwarb 1896 noch einige umliegende Grundstücke, hat die Villa dann aber wohl bald an Gäste vermietet. Im Juli und August 1902 bewohnte Nikolai Rimski-Korsakow mit seiner Familie das Gebäude. Sohn Andreij studierte das Sommersemester in Heidelberg, um dort Kuno Fischer zu hören, während der Vater Teile seiner Oper Pan Wojewode an einem gemieteten Klavier komponierte. Zu jener Zeit hielt sich auch der junge Igor Strawinsky in Heidelberg auf, der in der Familie Rimski-Korsakow aufgenommen wurde und wöchentlich zwei Doppelstunden Privatunterricht in Werkanalyse und Instrumentation erhielt. Strawinsky blieb der Familie Rimski-Korsakow noch über Jahre verbunden. Er komponierte 1908 einen Trauermarsch für den verstorbenen väterlichen Freund und im selben Jahr die Hochzeitsmusik für dessen Tochter Nadeja.
1907 kam die Villa an den Holz- und Kohlenhändler und späteren Stadtrat Louis Keller und von diesem an den Erben Johann Ludwig Keller, der das Anwesen 1930 an die katholische Kirchenschaffnerei verkaufte. Die Villa wurde zum Wohnheim der Handschuhsheimer Nonnen, wofür im Garten eine Art Kreuzgang sowie eine Mariengrotte angelegt wurden. 1955 kam die Villa wieder in Privatbesitz der Familie Brandel, bevor 1992 die Familie Leitz das Anwesen erwarb.
Bald nach 1992 wurden umfangreiche Sanierungsarbeiten an der inzwischen deutlich in die Jahre gekommenen Villa durchgeführt. Bei der Sanierung der Gartenterrasse wurde dabei ein 20 Meter tiefer Tiefbrunnen freigelegt, wie ihn im späten 19. Jahrhundert noch alle Villen des Gebiets zur Selbstversorgung erhalten hatten. Nach der Eingemeindung Handschuhsheims nach Heidelberg 1905 wurde der Ort vollständig kanalisiert, so dass solche Brunnen überflüssig und sukzessive zugeschüttet wurden. Der wieder freigelegte Brunnen der Villa Orotava ist dadurch der letzte erhaltene Selbstversorgerbrunnen in Handschuhsheim.